# A l'Adamant
A l'Adamant (títol original en francès, Sur l'Adamant) és una pel·lícula documental francesa del 2023 dirigida per Nicolas Philibert. S'ha subtitulat al català.
Va guanyar l'Os d'Or al 73è Festival Internacional de Cinema de Berlín, on es va estrenar el 24 de febrer de 2023. La pel·lícula també va ser nominada per al Berlinale Dokumentarfilmpreis. La presidenta del jurat, Kristen Stewart, va qualificar la pel·lícula d'«elaboració magistral» i una «prova cinematogràfica de la necessitat vital de l'expressió humana». Philibert va preguntar en el seu discurs d'agraïment del premi si els membres del jurat estaven «bojos» i va afirmar «que el documental es pugui considerar cinema per propi dret em toca profundament».

## Argument
La pel·lícula és un retrat del centre de dia L'Adamant de París. Es tracta d'un edifici flotant situat als peus del pont de Charles-de-Gaulle, al marge dret del riu Sena, que acull persones adultes amb trastorns mentals dels quatre primers districtes de París. Ofereix als usuaris una rutina diària que s'estructura en temps i espai i els ajuda a recuperar l'equilibri en la seva vida quotidiana amb tallers terapèutics i suport a la rehabilitació psicosocial. L'equip de L'Adamant està format per psiquiatres, psicòlegs, infermeres, terapeutes ocupacionals, educadors especialitzats, especialistes en psicomotricitat, coordinadors assistencials, personal hospitalari i artterapeutes externs.
El director Nicolas Philibert va conèixer el projecte de L'Adamant a principis dels anys 2010 a través de la psicòloga i psicoanalista Linda de Zitter, a qui coneixia d'ençà del rodatge de La moindre des choses el 1995. Més endavant es va reunir amb un grup de treballadors de L'Adamant per invitació seva. Tan bon punt va plantejar de fer el documental va estar convençut que el lloc i els «personatges» li permetrien una construcció indisciplinada, ja que «seguir un personatge és perdre's, perdre'l i trobar-lo més tard en intercanvis informals i petits detalls que es poden considerar trivials i que es converteixen en el propi teixit de la pel·lícula».